# Миен, Джон
Джон Миен (англ. John Meehan; 8 мая 1890 — 12 ноября 1954) — канадский сценарист. Родился в канадском городке Линдсей, Онтарио. Написал сценарии для 34 фильмов в период между 1929 и 1948 годом. Умер в Вудленд-Хиллз, Лос-Анджелесе.

## Избранная фильмография
- 1930 — Развод / The Divorcee
- 1930 — Мораль леди / A Lady’s Morals
- 1931 — Вольная душа / A Free Soul
- 1931 — Незнакомцы могут поцеловаться / Strangers May Kiss
- 1932 — Летти Линтон / Letty Lynton
- 1933 — Когда дамы встречаются / When Ladies Meet
- 1934 — Разрисованная вуаль / The Painted Veil
- 1934 — Сэди МакКи / Sadie McKee
- 1938 — Город мальчиков / Boys Town
- 1944 — Кисмет / Kismet
- 1946 — Невеста в сапогах / The Bride Wore Boots